# Список инцидентов между КНДР и Южной Кореей
Ниже приведён список инцидентов между КНДР и Республикой Корея с момента заключения корейского соглашения о перемирии заключённого 27 июля 1953 года, положившего конец корейской войне. Большинство инцидентов в списке произошло вблизи Корейской демилитаризованной зоны или же Северной разграничительной линии. Этот список включает инциденты на суше, в воздухе, и на море, но не включает предполагаемые вторжения и террористические инциденты, произошедшие вдали от границы. В общей сложности 3693 вооружённых северокорейских агентов проникли в Республику Корея в период с 1954 по 1992 год, причём 20% из них произошли в период с 1967 по 1968 год.
Многие инциденты происходящие в море являются следствием пограничных споров. Например, в 1977 году КНДР заявил о своей исключительной экономической зоне на большой территории к югу от спорной западной морской границы, в северной разграничительной линии в Желтом море. Это место является основным районом рыболовства, особенно крабов, и здесь часто происходят инциденты, которые получили название «Крабовые войны». По состоянию на январь 2011 года КНДР нарушил перемирие 221 раз, включая 26 военных атак.
Также имели место вторжения в КНДР. Например, в 1976 году в ныне рассекреченных протоколах заседания заместитель министра обороны США Билл Клементс сообщил Генри Киссинджеру, что было совершено 200 рейдов или вторжений в КНДР со стороны Республики Корея, хоть и не со стороны американских войск. Подробности лишь нескольких из этих вторжений стали достоянием общественности, включая рейды южнокорейских сил в 1967 году, в ходе которых было саботированно около 50 северокорейских объектов.

## 1950-е

### 1958
16 февраля — северокорейские агенты захватывают самолет авиакомпании Korean Air следовавший из Пусана в Сеул и приземляют его в Пхеньяне, в результате захвата были захвачены один американский пилот, один американский пассажир, два западногерманских пассажира и 24 других пассажира которые были освобождены в начале марта того же года, но восемь других пассажиров остались в КНДР.
6 марта — американский F-86 Sabre сбит около демилитаризованной зоны. Пилот самолёта Леон Пфайффер был схвачен и освобожден только через 11 дней.

## 1960-е

### 1963
17 мая — американский вертолет Hiller OH-23 Raven был сбит недалеко от Демилитаризованной зоны. Экипажи самолёта были капитаны армии США Бен Статтс и Карлтон Вольц. Они оба были взяты в плен и были освобождены 16 мая 1964 года.

### 1964
КНДР создала подпольную группу в Южной Корее под названием Революционная партия за воссоединение (кор. 통일혁명당). Но была подавлена и ликвидирована южнокорейскими властями к 1969 году.
27 сентября — четыре южнокорейских агента пересекли демилитаризованную зону и убили 13 северокорейских солдат.
14 октября — Республика Корея совершила покушение на жизнь командира дивизии Корейской народной армии.

### 1965
27 апреля — два северокорейских МиГ-17 атакуют разведывательный самолет ВВС США Boeing B-47 Stratojet над Японским морем, в 80 км от северокорейского побережья. Самолет был поврежден, но сумел приземлиться на японской авиабазе Йокота.
Октябрь 1966  — октябрь 1969 — Конфликт в корейской демилитаризованной зоне (1966—1969), серия стычек вдоль демилитаризованной зоны, в результате которых погибло 75 американских, 299 южнокорейских и 397 северокорейских солдат.

### 1967
19 января — ROKS Dangpo (PCEC 56) (ранее USS Marfa (PCE-842)) был потоплен северокорейской береговой артиллерией к северу от морской демаркационной линии у восточного побережья Кореи. В результате инцидента 39 моряков из 79 членов экипажа погибли.
18 октября — шесть южнокорейских агентов пересекли демилитаризованную зону и проникли на северокорейский сторожевой пост. В результате погибло 20 северокорейских солдат и один южнокорейский агент.

### 1968
17 января — в инциденте, известном как «Покушение на Пак Чон Хи (1968)» , отряд из 31 человека из Корейской народной армии тайно пересекает демилитаризованную зону с целью убить президента Южной Кореи Пак Чон Хи 21 января, почти достигнув успеха. Вторжение было обнаружено после того, как южнокорейские гражданские лица столкнулись с северокорейцами и сообщили властям. Войдя в Сеул под видом южнокорейских солдат, северокорейцы пытаются войти в Синий дом (официальную резиденцию президента Южной Кореи). Северокорейцы столкнулись с южнокорейской полицией, и началась перестрелка. Северокорейцы бежали из Сеула и по отдельности попытались пересечь демилитаризованную зону обратно в Северную Корею. Из первоначальной группы из 31 северокорейца 28 были убиты, один взят в плен, а двое пропали без вести. Кроме того, 26 южнокорейцев были убиты и 66 ранены, большинство из которых были солдатами и полицейскими. Трое американских солдат также были убиты и трое ранены в результате инцидента.
23 января — разведывательное судно ВМС США USS  Pueblo подверглось нападению Военно-морскими силами КНДР, использовавшего патрульные катера советской постройки, и впоследствии судно было взято на абордаж и захвачено вместе с экипажем в Японском море. Весь экипаж из 83 человек был захвачен, за исключением одного моряка, убитого при первоначальном нападении на судно. Судно было доставлено в северокорейский порт. Все пленники подверглись пыткам во время заключения, и были освобождены 23 декабря того же года через мост невозврата в демилитаризованной зоне. USS Pueblo по-прежнему находится во владении КНДР и пришвартован в Пхеньяне в качестве музейного корабля.
Март 1968 — март 1969 в районе Пэктусана происходили различные военные стычки между северокорейскими и китайскими вооруженными силами.
30 октября — 2 ноября — 120–130 северокорейских коммандос из отряда 124 высаживаются на северо-восточном побережье Южной Кореи, якобы для создания базы с целью ведения партизанской войны против южнокорейского правительства. В последовавшей операции по поиску и уничтожению было задействовано 70 000 южнокорейских солдат. Всего было убито 110–113 северокорейских коммандос, семь взяты в плен, а 13 сбежали. Всего было убито 40 южнокорейских солдат и сотрудников правоохранительных органов, а также 23 мирных жителя.

### 1969
17 марта — шесть северокорейских коммандос убили южнокорейского полицейского около Джумунджина, Канвондо. Также семь американских солдат были убиты в северокорейской атаке вдоль демилитаризованной зоны.
15 апреля — разведывательный самолет ВМС США Lockheed EC-121 Warning Star сбит в 140 км в международных водах к востоку от побережья КНДР, в результате чего погибло 31 человек.
17 августа — трое американских солдат были ранены и захвачены в плен, когда их вертолет был сбит за то, что он забрел в северокорейское воздушное пространство. Они были освобождены 108 дней спустя, когда США извинились.
Октябрь — четыре американских солдата были убиты северокорейцами в демилитаризованной зоне. Четыре американских солдата из 7-й пехотной дивизии ехали в грузовике, отмеченном белым флагом и табличкой с надписью «Полиция демилитаризованной зоны», когда на них напал северокорейский патруль с винтовочным огнем и гранатами. Затем северокорейцы подошли к грузовику и выстрелили каждому солдату в голову с близкого расстояния, чтобы убедиться, что они мертвы. В результате инцидента погибли старший сержант Джеймс Гриссингер, специалисты Чарльз Тейлор и Джек Моррис, и рядовой первого класса Уильям Граймс.
11 декабря — северокорейский агент Чо Чан-хуэй захватил самолет авиакомпании Korean Air Lines YS-11, летевший с авиабазы Каннын в международный аэропорт Кимпхо в Сеуле. На борту находились четыре члена экипажа и 46 пассажиров (включая Чо Чан-хуэя). Спустя два месяца после инцидента 39 пассажиров были возвращены обратно, но экипаж и семь пассажиров остались в КНДР. Самолет был поврежден и не подлежал ремонту при посадке.

## 1970-е

### 1970
Апрель — в результате столкновения в городе Кумчон, провинция Кёнгидо, были убиты три северокорейских лазутчика и ранены пять южнокорейских солдат.
Июнь — Военно-морские силы КНДР захватили вещательное судно с юга Корейского полуострова вблизи Северной разграничительной линии. В результате 20 членов экипажа были взяты в плен.

### 1974
Февраль — два южнокорейских рыболовных судна были потоплены, а 30 членов экипажа были задержаны КНДР.
Июнь — три северокорейских канонерских лодки атаковали и потопили патрульный корабль морской полиции Республики Корея в Японском море недалеко от морской демаркационной границы. В результате чего 26 южнокорейских береговых пограничников погибли. Южнокорейские и северокорейские истребители вступают в бой друг с другом в ходе морского сражения, но не открывают огонь друг по другу.
Был обнаружен первый инфильтрационный северокорейский туннель для проникновения в Южную Корею.
Совместная южнокорейско-американская следственная группа натыкается на северокорейскую мину-ловушку, в результате чего были убиты один американец и ранены шестеро.

### 1975
Март — был обнаружен второй северокорейский инфильтрационный туннель для проникновения в Республику Корея.

### 1976
Июнь — произошло вторжение к югу от демилитаризованной зоны в Канвондо. Это привело к гибели трех человек с КНДР и шести человек с Южной Кореи.
18 августа — произошел инцидент в котором произошла неудачная попытка обрезать дерево в демилитаризованной зоне недалеко от Пханмунджома. Это закончилось гибелью двух американских солдат и ранениями еще четырех американских и пяти южнокорейских солдат.

### 1977
14 июля — вертолет Boeing CH-47 Chinook принадлежавший армии США был сбит после отклонения на север над демилитаризованной зоной. В результате инцидента три летчика погибли, а один был на короткое время взят в плен. Это был шестой подобный инцидент с момента подписания перемирия. Администрация Джимми Картера извинилась за инцидент и выплатила репарации КНДР.

### 1978
Октябрь — был обнаружен третий северокорейский инфильтрационный туннель для проникновения в Южную Корею.

### 1979
27 октября — на следующий день после убийства президента Южной Кореи Пак Чон Хи, ночью был обстрелян американский патруль.
28 октября — на следующий день после первого обстрела патруль США был обстрелян ночью второй раз.
Октябрь — три северокорейских агента, пытавшихся проникнуть в восточный сектор демилитаризованной зоны, были перехвачены. В результате инцидента один из агентов был убит.
6 декабря — патруль США в демилитаризованной зоне случайно пересекает демилитаризованную зону и попадает на северокорейское минное поле в густом тумане, в ходе чего один американский солдат погиб, ещё четверо получили ранения. Спустя пять дней после инцидента КНДР вернул все тела.

## 1980-е

### 1980
Март — трое северокорейцев погибли в результате неудачной попытки пересечь устье реки Ханган на юг корейского полуострова.
Май — северокорейцы вступают в перестрелку с американо-южнокорейским форпостом Уэллетт в демилитаризованной зоне. В результате инцидента Один северокореец ранен в бою.

### 1981
Март — трое северокорейцев предприняли неудачную попытку проникнуть в Южнокорейский посёлок Кымхва-ыпе, в уезде Чхорвон, провинция Канвондо. В результате неудачной попытки один из них был убит.
Июль — трое северокорейцев погибли в результате неудачной попытки пересечь верховья реки Имджинган на юг корейского полуострова.

### 1982
Май  — на восточном побережье корейского полуострова были замечены два северокорейских лазутчика. Один из них был убит.

### 1983
Декабрь — американские солдаты сталкиваются с неудачной попыткой проникновения северокорейских солдат через демилитаризованную зону на юг корейского полуострова в американский сектор. Но северокорейские солдаты потерпели неудачу и были отражены силами быстрого реагирования, развернутыми из лагеря Гривс.
3 декабря — южнокорейские войска захватывают северокорейский подводный аппарат и двух северокорейских водолазов. В настоящее время захваченный подводный аппарат выставлен в военном мемориале Кореи.

### 1984
Апрель — южнокорейские агенты вошли в демилитаризованную зону возле реки Имджинган. В результате чего один агент погиб от взрыва мины, его тело нашли северокорейские солдаты.
23 ноября — трое северокорейских солдат и один южнокорейский солдат были убиты, и один американский солдат был ранен в перестрелке, которая началась после того, как советский перебежчик бежал через демилитаризованную зону в Южную Корею.

### 1987
Ноябрь — один американский солдат и двое северокорейских солдат погибли, и один американский солдат был ранен в ходе перестрелки, которая началась, после того как северокорейский отряд безопасности столкнулся с отрядом снайперов через демилитаризованную зону в южном секторе Объединённой зоны безопасности.
Один южнокореец был убит в центральном секторе демилитаризованной зоны северокорейским снайперским огнем.

## 1990-е

### 1990
Март — был обнаружен четвертый северокорейский инфильтрационный туннель. Южнокорейские власти предположили что возможно их существует всего семнадцать.

### 1992
Май — трое северокорейских солдат в южнокорейской военной форме были убиты в уезде Чхорвон, провинция Канвондо. Также были ранены трое южнокорейских солдат.

### 1994
17 декабря — вертолет армии США Bell OH-58 Kiowa непреднамеренно пересек 10 км вглубь северокорейской территории и был сбит. В результате чего один из двух членов экипажа погиб, а другой был задержан на 13 дней. Администрация Клинтона извинилась за инцидент и выплатила КНДР репарации.

### 1995
Май — северокорейские войска обстреляли южнокорейское рыболовное судно, в результате чего погибли три человека.
14 октября — двое северокорейских агентов открыли огонь по южнокорейским полицейским, пытавшимся найти и связаться с предполагаемым северокорейским шпионом. В результате чего один южнокорейский полицейский был убит и ещё двое были ранены. Двое агентов скрылись с места преступления, что повлекло за собой трехдневную охоту, в результате которой один агент был убит, а другой агент по имени Ким До Сик был схвачен.

### 1996
Апрель — несколько сотен вооруженных северокорейских солдат трижды вторгаются в демилитаризованную зону в районе Объединённой зоны безопасности и в других местах, нарушая тем самым соглашение о перемирии в Корее.
Май — семь северокорейских солдат пересекают демилитаризованную зону, но отступают назад после предупредительных выстрелов.
Май и июнь — северокорейские суда дважды пересекают Северную демаркационную линию и вступают в многочасовое противостояние с южнокорейскими ВМС.
17 сентября — 5 ноября — северокорейская подводная лодка типа «Сан-О» высаживает разведывательную группу и садится на мель у восточного побережья Южной Кореи недалеко от Чондонджина, находящегося в 20 километрах к юго-востоку от Каннына, провинция Канвондо. Это привело к 49-дневным поискам 26 членов экипажа.

### 1997
Апрель — пятеро северокорейских солдат пересекают демилитаризованную зону в Чхорвоне, провинция Канвондо, и открывают огонь по южнокорейским позициям.
Июнь — три северокорейских судна пересекают Северную демаркационную линию и атакуют южнокорейские суда в 3,2 километра к югу от линии. А на суше четырнадцать северокорейских солдат пересекают 70 м к югу от центра демилитаризованной зоны, что приводит к 23-минутной перестрелке.

### 1998
22 июня — северокорейская подводная лодка класса Yugo запуталась в рыболовной дрифтерной сети. Ее спасли 25 июня, и тела девяти членов экипажа были обнаружены, все они были убиты огнестрельными ранениями.
Июль — на пляже к югу от демилитаризованной зоны был найден мертвый северокорейский водолаз с принадлежностями для подводного плавания.
17 декабря — 18 декабря — произошел инцидент с подводной лодкой в Йосу. В этом инциденте северокорейская подводная лодка была обнаружена и потоплена южнокорейскими патрульными катерами. Подводная лодка была в конечном итоге найдена в марте 1999 года, где были обнаружены тела четырех северокорейских водолазов.

### 1999
9 июня — 15 июня — произошла Первая битва за Ёнпхёндо. Это серия столкновений между северокорейскими и южнокорейскими судами, которая происходит в Желтом море вблизи Северной разграничительной линии.

## 2000-е

### 2000
26 октября — два американских самолета, наблюдавших за военными учениями южнокорейской армии, случайно пересекли демилитаризованную зону. Администрация Клинтона извинилась за инцидент и выплатила КНДР репарации.

### 2001
За этот год северокорейские суда пересекали Северную демаркационную линию двенадцать раз, а затем отступали.
27 ноября — северокорейские и южнокорейские войска обменялись огнем. Пострадавших не оказалось.

### 2002
29 июня — произошла Вторая битва за  Ёнпхёндо. Она привела к гибели шести южнокорейских моряков и затоплению южнокорейского судна. Число убитых северокорейцев неизвестно.
16 ноября — южнокорейские войска открыли предупредительный огонь по северокорейскому судну, пересекающему Северную демаркационную линию. В результате чего судно всё таки отступило.
20 ноября — южнокорейские войска снова открыли предупредительный огонь по северокорейскому судну, пересекающему Северную демаркационную линию. В результате чего судно всё также отступило.

### 2003
19 февраля — северокорейский истребитель пересёк 11 километров к югу от Северной демаркационной линии и в конечном итоге вернулся на север после перехвата шестью южнокорейскими самолетами.
2 марта — два северокорейских МиГ-29 и, возможно, два МиГ-23 перехватили американский разведывательный самолет Boeing RC-135 над Японским морем. Позднее американские официальные лица заявили, что они намеревались заставить самолет приземлиться в КНДР и взять экипаж в заложники.
17 июля — северокорейские и южнокорейские войска обменялись огнем в демилитаризованной зоне около 6 утра. Южнокорейская армия сообщает о четырех выстрелах с севера и семнадцати с юга. О пострадавших не сообщается.

### 2004
1 ноября — северокорейские суда, утверждавшие, что преследуют нелегальные рыболовные суда, пересекли Северную демаркационную линию и подверглись обстрелу со стороны Республики Корея. В результате чего северокорейские суда отступили спустя 3 часа.

### 2006
26 мая — двое северокорейских солдат вошли в демилитаризованную зону и пересекли границу с Республикой Корея. В конечном итоге они возвращаются после того, как южнокорейские солдаты делают предупредительные выстрелы.
30 июля — несколько выстрелов произошло возле южнокорейского поста в уезде Янгу, провинция Канвондо.
7 октября — южнокорейские солдаты открывают предупредительные выстрелы после того, как пятеро северокорейских солдат ненадолго пересекли границу с их стороны.

### 2009
27 октября — южнокорейский свиновод, разыскиваемый за нападение, проделал дыру в ограждении демилитаризованной зоны и бежал в КНДР.
10 ноября — военно-морские суда обеих стран обменялись огнем в районе Северной корейской проливной линии, в результате чего, как сообщается, был нанесен серьезный ущерб северокорейскому патрульному кораблю.
2 декабря —  северокорейский сержант был спасен южнокорейскими моряками после того, как его рыболовное судно занесло в южнокорейские воды. Солдат не захотел дезертировать и был репатриирован в КНДР через JSA.

## 2010-е

### 2010
27 января — КНДР обстрелял артиллерийскими снарядами воду около острова Пэннёндо, а южнокорейские суда открыли ответный огонь. Три дня спустя КНДР продолжил обстреливать артиллерией этот район.
26 марта — корабль ВМС Республики Корея ROKS Cheonan предположительно был потоплен северокорейской торпедой около острова Пэннёндо в Желтом море. Спасательная операция вытащила 58 выживших, но 46 моряков погибли. 20 мая международная следственная группа под руководством Республики Корея пришла к выводу, что затопление военного корабля на самом деле было результатом северокорейской торпедной атаки. Но КНДР отрицал свою причастность. Совет Безопасности ООН сделал президентское заявление, осуждающее атаку, но не называющее личность нападавшего.
29 октября — из КНДР было сделано два выстрела в сторону южнокорейского поста около Хвачхона, а южнокорейские войска открыли три ответных выстрела.
23 ноября — КНДР обстрелял артиллерией южнокорейский остров Большой Ёнпхендо в Желтом море, и вооруженные силы Республики Корея открыли ответный огонь. Двое южнокорейских морских пехотинцев и двое южнокорейских гражданских лиц погибли, шестеро получили серьезные ранения, а десять получили легкие ранения. Было разрушено около семидесяти южнокорейских домов. Потери среди северокорейцев неизвестны, но директор по операциям южнокорейского Объединенного комитета начальников штабов (ОКНШ), Ли Хонги заявил, что в результате южнокорейского возмездия «могут быть значительные потери среди северокорейцев».

### 2012
6 октября — 18-летний рядовой Корейской народной армии дезертировал в Республику Корея. Его, по-видимому, не обнаружили, когда он пересек демилитаризованную зону, и ему пришлось постучать в дверь казармы ROK, чтобы привлечь к себе внимание. Позже солдат рассказал следователям, что дезертировал после того, как убил двух своих начальников.

### 2013
16 сентября — 47-летний южнокореец Нам Ён Хо был застрелен южнокорейскими солдатами при попытке переплыть ручей Танпочон недалеко от Пхаджу в КНДР. Ранее он подал прошение на политическое убежище в Японии, но оно было отклонено.

### 2014
26 февраля — представители Министерства национальной обороны Республики Корея утверждают, что, несмотря на предупреждения, северокорейский военный корабль неоднократно входил в южнокорейские воды в течение ночи.
24 марта — северокорейский беспилотник найден разбившимся около Пхаджу. Бортовые камеры запечатлили Синий дом и военные объекты около демилитаризованной зоны.
31 марта — северокорейский беспилотник разбился на острове Пэннёндо.
10 октября — северокорейские войска открывают зенитный огонь по пропагандистским шарам, запущенным из Пхаджу. Южнокорейские военные открыли ответный огонь после предупреждения.
19 октября — группа северокорейских солдат приблизились к южнокорейской границе, и южнокорейские солдаты открыли предупредительный огонь. Северокорейские солдаты открыли ответный огонь, прежде чем отступить. Никаких травм или ущерба имуществу не было.

### 2015
15 июня — северокорейский солдат-подросток пересёк демилитаризованную зону и сбежал на южнокорейский сторожевой пост на северо-востоке Хвачхона.
4 августа — Двое южнокорейских солдат получили ранения, наступив на мины, предположительно заложенные на южной стороне демилитаризованной зоны северокорейскими войсками рядом с караульным постом Республики Корея. Ким Джин Мун из Корейского института оборонного анализа предположил, что инцидент был спланирован членами Генерального бюро разведки, чтобы доказать свою преданность Ким Чен Ыну.
20 августа — В ответ на мины 4 августа Республика Корея возобновила пропаганду через громкоговорители вблизи границы, несмотря на то что, в 2004 году обе стороны договорились прекратить трансляцию своих громкоговорителей друг на друга. В ответ на это КНДР пригрозил атаковать эти громкоговорители, и 20 августа КНДР выпустила ракету и снаряды через границу в уезд Йончхон. Республика Корея ответила артиллерийским выстрелом в сторону источника ракеты. Сообщений о пострадавших с обеих сторон не поступало. После угроз войны со стороны КНДР и различных перемещений войск как КНДР, так и Республики Корея и США. 24 августа было достигнуто соглашение о том, что КНДР выразит сочувствие в связи с инцидентом с минами в обмен на то, что Республика Корея отключит громкоговорители.

### 2016
3 января — южнокорейские солдаты открыли предупредительный огонь по предполагаемому северокорейскому беспилотнику вблизи демилитаризованной зоны.

### 2017
13 ноября — северокорейский солдат по имени О Чон-сонг дезертировал, перейдя демаркационную линию в JSA. Дезертир был застрелен другими солдатами Корейской народной армии и был найден примерно в 55 ярдах от демаркационной линии.
В этот же день 59-летний мужчина из Луизианы был арестован южнокорейскими войсками за пересечение линии гражданского контроля недалеко от демилитаризованной зоны без разрешения правительства в рамках попытки проникнуть в КНДР. Мужчина утверждал, что его пересечение ослабит напряженность между двумя странами. Через 2 дня его передали в иммиграционную службу для депортации, но точная дата его депортации не была указана.
21 декабря — северокорейский солдат пересёк демилитаризованную зону, чтобы сбежать в Республику Корея. 40 минут спустя на северокорейской стороне демилитаризованной зоны раздались выстрелы, хотя по перебежчику огонь так и не открыли.

### 2018
12 августа — гражданин Республики Корея был арестован за попытку незаконного въезда в КНДР. Согласно сообщениям, 34-летний мужчина по фамилии Сух проехал на внедорожнике через контрольно-пропускной пункт на южнокорейской стороне моста объединения в Пхаджу, который ведет в демилитаризованную зону, не пройдя надлежащего досмотра. Сух был пойман южнокорейскими войсками в зоне совместной безопасности Пханмунджом, у водохранилища, расположенного в 6 километрах от моста. Это была вторая известная попытка Сух проникнуть в КНДР.
16 ноября — южнокорейский солдат был найден мертвым с огнестрельным ранением в голову в туалете на сторожевом посту на восточной части границы с КНДР. Смерть была признана самоубийством.

## 2020-е

### 2020
3 мая — южнокорейский сторожевой пост внутри демилитаризованной зоны был поражен несколькими пулями, выпущенными из КНДР, что побудило Республику Корея транслировать предупреждение и дважды открыть ответный огонь. После этого Республика Корея приняла меры по межкорейским каналам связи, чтобы предотвратить дальнейшие инциденты.
22 сентября — южнокорейский чиновник Ли Дэ Джун из Министерства морских дел и рыболовства исчез со своего патрульного катера, который находился в 9,7 км к югу от демилитаризованной зоне. Он был найден в спасательном жилете северокорейским рыболовным патрулем, которому было приказано застрелить его и сжечь его тело. Вождь КНДР Ким Чен Ын извинился перед президентом Республики Корея Мун Чжэ Ином за убийство южнокорейского чиновника.

### 2022
26 декабря — пять северокорейских беспилотников пересекли демилитаризованную зону в Республику Корею, которая подняла в воздух самолеты, чтобы перехватить их. В результате чего один из южнокорейских легких штурмовиков KAI KT-1 Woongbi разбился во время взлета. Считается, что КНДР запустила беспилотники в ответ на критику качества северокорейских спутниковых снимков.

### 2023
18 июля — Трэвис Кинг, американский солдат, находившийся на границе в рамках поездки по Совместной зоне безопасности, пересек военную демаркационную линию и попал в КНДР и был задержан северокорейскими военными до своего освобождения 27 сентября.

### 2024
5 января — произошел северокорейский обстрел буферной зоны между двумя странами вблизи острова Ёнпхендо. Он вынудил Республику Корея отдать приказ об эвакуации гражданского населения.
28 мая — КНДР запускает мусорные мешки в Республику Корея с помощью воздушных шаров. В ответ 4 июня Республика Корея приостанавливает свою половину Декларации Пханмунджома 2018 года.
9 июня — южнокорейские солдаты открывают предупредительные выстрелы по северокорейским солдатам, которые непреднамеренно пересекли корейскую демаркационную линию. Сообщалось, что северокорейцы несли кирки, а некоторые были вооружены.
18 июня — южнокорейские войска открыли предупредительный огонь по 20–30 северокорейским солдатам, пересекшим корейскую демаркационную линию. Северокорейские солдаты проводили строительные работы вблизи границы. Правительство Республики Корея заявляет, что не было никаких враждебных намерений.
21 июня — северокорейские солдаты пересекают демилитаризованную зону. Не приняв во внимание устные предупреждения южнокорейских солдат, они открыли предупредительные выстрелы по северокорейцам, которые немедленно отступили.
20 августа — северокорейский сержант-стажер сбегает в Республику Корея после пересечения демилитаризованной зоны около уезда Косон, провинции Канвондо. Солдат был немедленно взят под стражу южнокорейскими солдатами.
15 октября — КНДР взрывает коммуникационные дороги, соединяющие ее с Республикой Кореей, и угрожает прекратить все связи. Части линии Тонхэ на восточном побережье и линии Кёнги на западном побережье, двух основных автомобильных и железнодорожных путей, соединяющих Север с Югом, были уничтожены взрывчаткой, согласно заявлению Объединенного комитета начальников штабов Сеула в 12 часов дня.
24 октября — КНДР запускает очередную серию мусорных шаров по Республике Корея. Некоторые из шаров приземляются внутри периметра Синего дома. Сообщалось, что многие из шаров имеют пропагандистские листовки, содержащие критику президента Юн Сок Ёля.

### 2025
8 апреля — южнокорейские войска открыли предупредительный огонь по 10 северокорейским солдатам, которые пересекли демилитаризованную зону. Северокорейцы отступили без дальнейших инцидентов.